# Rotsund
Rotsund ou Rotsundelv est une localité du comté de Troms, en Norvège.

## Géographie
Administrativement, Rotsund fait partie de la kommune de Nordreisa.
Rotsund est situé au bord du détroit du Rotsundet, face à l'île d'Uløya.

## Transport
La route européenne 6 traverse Rotsund 
Un ferry relie Hamnnes et Uløybukt sur l'île d'Uløya à Rotsund.